# Enjebuhr
Enjebuhr ist als Bauerschaft ein Ortsteil von Abbehausen in der Gemeinde Nordenham im Landkreis Wesermarsch.

## Geschichte
1602 wurde Enjebuhr erstmals als „Endebuer“ im Kuhschatzregister mit sechs Familien erwähnt. Seit 1662 bestand eine Schule in Langenriep, die 1768 abbrannte. Der erste Lehrer war Christopher Backenköhler. Nach 1833 wurde ein neues Schulgebäude errichtet, welches 1863 abbrannte. 1855 hatte die Schule in Enjebuhr 34 Schüler.

## Demographie
| Jahr | Einwohner |
| ---- | --------- |
| 1675 | 77        |
| 1788 | 47        |
| 1815 | 161       |
| 1855 | 79        |
| 1895 | 165       |
| 1925 | 150       |
| 1970 | 160       |